# شلال (ولاية المسيلة)
شلال بلدية تابعة لدائرة شلال بولاية المسيلة. بلغ عدد سكانها حوالي 5411 نسمة وفقًا لإحصائيات سنة 2008.